# نگومبو
نگومبو (به لاتین: Negombo) یک شهر در سری‌لانکا است که در ناحیه گامپاها واقع شده‌است.

## خصوصیات
نگومبو ۳۰ کیلومترمربع مساحت و ۱۲۸٬۰۰۰ نفر جمعیت دارد و ۲ متر بالاتر از سطح دریا واقع شده‌است.